# Diocèse de Melipilla
Le diocèse de Melipilla (en latin : Dioecesis Melipillensis ; en espagnol : Diócesis de Melipilla) est un diocèse de l'Église catholique du Chili, suffragant de l'archidiocèse de Santiago du Chili. 

## Territoire
Il comprend les provinces de Melipilla et de Talagante de la région métropolitaine de Santiago et la province de San Antonio de la région de Valparaiso, à l'exception des communes d'El Quisco et d'Algarrado qui font partie du diocèse de Valparaiso. Il possède aussi le commune de Navidad dans la province de Cardenal Caro.
Son territoire à une superficie de 6 217 km2 divisé en 31 paroisses. Le siège épiscopal est à Melipilla où se trouve la cathédrale saint-Joseph (es).

## Histoire
Le diocèse de Melipilla est érigé le 4 avril 1991 par la constitution apostolique Quod aptius du pape Jean-Paul II, recevant son territoire de l'archidiocèse de Santiago du Chili dont Melipilla devient suffragant.

## Évêques
- Pablo Lizama Riquelme (4 avril 1991-4 janvier 1999), nommé ordinaire militaire du Chili
- Enrique Troncoso Troncoso (28 mai 2000-7 mars 2014)
- Cristián Contreras Villarroel (pt) (depuis le 7 mars 2014)